# West Point (Mississippi)
West Point è una città (city) degli Stati Uniti d'America, capoluogo della contea di Clay, nello Stato del Mississippi.